# نظرکندی
نظرکندی یکی از روستاهای استان آذربایجان شرقی است که در دهستان نوجه‌مهر بخش سیه‌رود شهرستان جلفا واقع شده‌است.

## جمعیت
تعداد خانوار این روستا همیشه بین عدد ۳۰ تا ۴۰ در نوسان می‌باشد و اهالی این روستا از طریق دامداری و کشاورزی امرار معاش می‌نمایند و در حال حاضر نیز تعدادی از افراد روستا گمرک نوردوز کار میکنند.